# Ganière (Loup)
Pour les articles homonymes, voir Ganière.
La Ganière est une rivière française du département Alpes-Maritimes, en région Provence-Alpes-Côte d'Azur, et un petit affluent gauche du Loup.

## Géographie

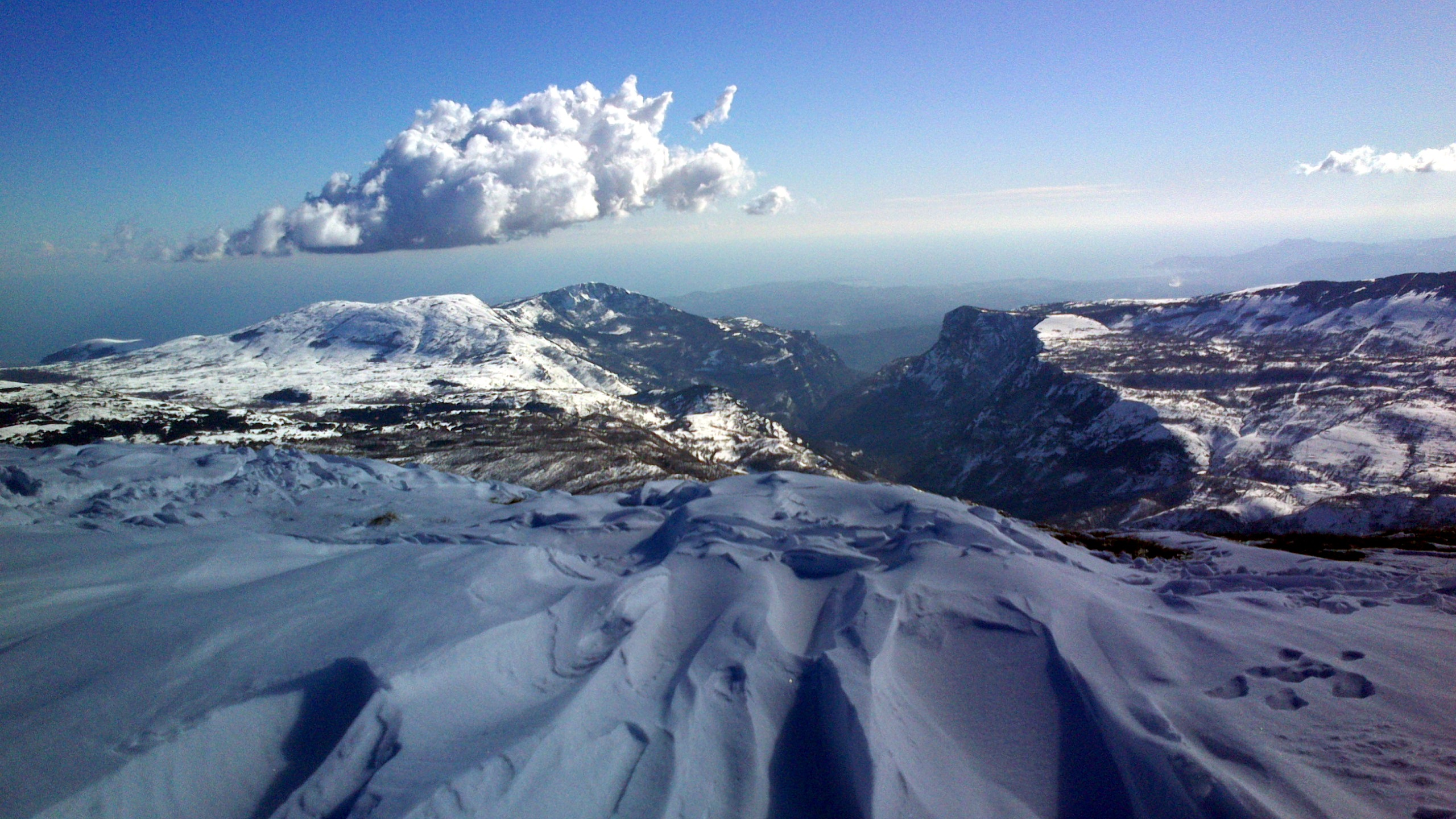
Vue depuis la Montagne du Cheiron sur la vallée du Loup en hiver.

De 5 kilomètres de longueur, la Ganière prend sa source sur la commune de Coursegoules, à 1 100 mètres d'altitude au lieu-dit le Prêt.
Elle coule globalement de l'est vers l'ouest, juste au sud de la Montagne du Cheiron (1 778 m), le point culminant de l'arrondissement de Grasse.
Elle a sa confluence en rive gauche du Loup sur la commune de Gréolières, à 530 mètres d'altitude, à la limite nord de la commune de Cipières.

### Communes et canton traversés
Dans le seul département des Alpes-Maritimes, la Ganièreo traverse les deux communes, dans un seul canton, de l'amont vers l'aval, de Coursegoules (source) et Gréolières (confluence).
La Ganière traverse le seul canton de Coursegoules dans arrondissement de Grasse et dans l'intercommunalité communauté d'agglomération Sophia Antipolis.

### Bassin versant
La superficie du bassin versant « Le Loup » (Y561) est de 264 km2,,. Le bassin versant est constitué à 83,22 % de « forêts et milieux semi-naturels », à 10,82 % de « territoires artificialisés », à 6,23 % de « territoires agricoles ».
Les cours d'eau voisins sont l'Estéron au nord, le Bouyon au nord-est et la Cagne à l'est, le Malvan et la Lubianeau sud-est, le Loup au sud, sud-ouest et à l'ouest, la Gironde au nord-ouest,.

### Organisme gestionnaire
Le SIVL ou Syndicat Intercommunal de la Vallée du Loup n'est plus l'organisme gestionnaire.
L'organisme gestionnaire est le SMIAGE ou Syndicat Mixte Inondations, Aménagements et Gestion de l'Eau maralpin, créé en le 1er janvier 2017 , et s'occupe désormais de la gestion des bassins versants côtiers des Alpes-Maritimes, en particulier de celui du fleuve le Var. Celui-ci « a été reconnu comme EPTB, avec les félicitations du jury, lors de la séance du comité de bassin de l’Agence l’eau Rhône-Méditerranée-Corse du vendredi 22 juin 2018 car il porte à la fois des politiques liées à la prévention du risque inondation et la gestion des milieux aquatiques »,.

## Affluents
La Ganière a un seul affluent référencé :
- le vallon du Vespluis (rd[note 3]), 1,7 km, sur la seule commune de Coursegoules.

Géoportail ajoute néanmoins :
- la Vallongue (rg), 2 km sur les deux communes de Coursegoules et Gréolières.

### Rang de Strahler
Le rang de Strahler de la Ganière est donc de deux.

## Hydrologie
Son régime hydrologique est dit pluvial méridional.